# والتر فون زایدلیتس-کورتسباخ
والتر فون زایدلیتس-کورتسباخ (به آلمانی: Walther von Seydlitz-Kurzbach) (۲۲ اوت ۱۸۸۸ – ۲۸ آوریل ۱۹۷۶) نظامی بلندپایه آلمانی در دوره رایش سوم بود که فرماندهی یگان‌های مختلفی را در طول جنگ جهانی دوم بر عهده داشت.
زایدلیتس در جریان نبرد استالینگراد سپاه ۵۱ را فرماندهی می‌کرد. در پی محاصره نیروهای آلمانی در این منطقه، زایدلیتس اوایل سال ۱۹۴۳ به اسارت شوروی درآمد. او در اسارت با دشمن همکاری کرد و حتی پیشنهاد داد سپاهی متشکل از اسرای آلمانی تشکیل و علیه رایش سوم به کار گرفته شود؛ که البته به آن عمل نشد. دادگاه نظامی در آلمان حکم به مرگ او داد. زایدلیتس پس از جنگ در شوروی به اتهام جنایت‌کار جنگی محاکمه و به ۲۵ سال زندان محکوم شد. به هر صورت سال ۱۹۵۵ به آلمان بازگشت. حکم پیشین مرگ او اجرا نشد اما از درجات سابق نظامی و مستمری محروم ماند.

## سال‌های اولیه
والتر فون زایدلیتس-کورتسباخ روز ۲۲ اوت سال ۱۸۸۸ در یک خاندان اشرافی پروسی با سابقه بلند و درخشان نظامی‌گری، در هامبورگ-اپندورف زاده شد. چند تن از اجدادش از سرداران ارشد پادشاهان پروس بودند. پدرش الکساندر فون زایدلیتس-کورتسباخ سروان ارتش پروس بود که بعداً به درجه سرلشکری رسید. والتر در فضایی از عشق به خدمت به کشور و پیروی از نیاکان در این امر پرورش یافت. طبیعتاً در این مسیر قدم نهاد. پس از شش ماه آموزش پایه نظامی در دانتسیش و ۹ ماه دوره افسری در دانشکده جنگ هانوفر، روز ۲۷ ژانویه سال ۱۹۱۰ با درجه ستوان دوم در هنگ ۳۶ توپخانه صحرایی (۲ پروس غربی) به خدمت در نیروی زمینی امپراتوری آلمان درآمد.

## جنگ جهانی اول
زایدلیتس به همراه هنگ خود تا سال ۱۹۱۴ در دانتسیش مستقر بود. با آغاز جنگ جهانی اول در کارزار ناحیه تاننبرگ حضور داشت. در نبرد گومبینن به شدت مجروح شد و انگشت اشاره دست چپ خود را از دست داد. ماه ژانویه سال ۱۹۱۵ به درجه ستوان یکم ترفیع گرفت و مدت کوتاهی بعد مجدداً این بار از ناحیه پا زخم جدی برداشت. پس از چند هفته مرخصی درمانی، پائیز سال ۱۹۱۵ به همراه هنگ خود به جبهه غربی منتقل شد. سال ۱۹۱۶ در نبرد سُم حاضر بود. مابقی جنگ را در جبهه غربی ماند و در نبردهای سوم ایپر (۱۹۱۷)، فلاندر (۱۹۱۷) و سن-کانتن (۱۹۱۸) به رزم پرداخت. زایدلیتس ماه آوریل سال ۱۹۱۷ به درجه سروان ترفیع گرفت و به ترتیب آجودان گردان، آجودان هنگ و عضور ستاد فرماندهی ۳۶ توپخانه در لشکر سی و ششم پیاده‌نظام بود. او جنگ را هر دو درجه نشان صلیب آهنین، نشان خاندان هوهن‌تسولرن با شمشیرها، صلیب هانزا و نشان نقره‌ای زخم به پایان رساند.

## رایشسور
پس از جنگ، زایدلیتس با بقایای هنگ اولیه خود به دانتسیش بازگشت. به خدمت در زمره ۴٬۰۰۰ افسر رایشسور پذیرفته شد. سال ۱۹۱۹ فرمانده یک آتشبار بود و سال ۱۹۲۰ وقتی دانسیش از آلمان جدا شد، در قالب هنگ که به هنگ ۲ توپخانه تغییر عنوان داد، به شْوِرین منتقل گشت. زایدلیتس ۹ سال آن‌جا بود و ستاد هنگ خود و دوباره به عنوان آجودان هنگ و فرمانده یک آتشبار خدمت کرد. بدین شکل در حالتی نامعمول ۲۰ سال از ۲۱ سال نخست خدمت خود را تنها در یک هنگ گذراند. بین سال‌های ۱۹۲۹ تا ۱۹۳۳ در وزارت دفاع در برلین، آجودان دفتر تسلیحات نیروی زمینی بود. در این مدت درحالی کار ستاد کل را می‌کرد که دوره‌های آموزشی معمول را نگذرانده بود. زایدلیتس با حمیت و انرژی که صرف حرفه خود می‌کرد پیشرفت کُند در نیروهای مسلح محدود دوره جمهوری وایمار را تاب آورد. در نهایت سال ۱۹۳۰ به درجه سرگرد ترفیع گرفت. زایدلیتس توانمندی بالایی در سوارکاری و مسابقات آن داشت.

## ورماخت
پس از پایان کار در برلین، زایدلیتس گردان ۴ توپخانه سواره در هنگ ۶ توپخانه در وِردِن شد. در دورانی که بعداً آن را «شادترین دوره خدمت نظامی» خواند، تا آغاز جنگ آن‌جا بود. در این مدت سال ۱۹۳۴ به درجه سرهنگ دوم و روز ۱ آوریل سال ۱۹۳۶ به درجه سرهنگ تمام ترفیع و فرماندهی کل هنگ را که هم‌اکنون هنگ ۲۲ توپخانه نامیده می‌شد، در دست گرفت.

### جنگ جهانی دوم
کارزار غرب
در پی آغاز جنگ جهانی دوم با تهاجم آلمان به لهستان در روز ۱ سپتامبر سال ۱۹۳۹، زایدلیتس به مرز هلند منتقل و روز ۲۰ سپتامبر به فرماندهی ۱۰۲ توپخانه، در حد تیپ، منصوب شد. روز ۱ دسامبر به درجه سرتیپ ترفیع گرفت و روز ۱ مارس سال ۱۹۴۰ به فرماندهی لشکر دوازدهم پیاده‌نظام برگزیده گشت.
زایدلیتس با لشکر خود برای نخستین بار در جنگ وارد معرکه رزم شد و در جریان نبرد فرانسه، ماه مه سال ۱۹۴۰ در شکستن خط ماژینو در شرق ترلون و ماه ژوئن در گذر از رود سُم مشارکت کرد. با پایان این کارزار، نشان عالی صلیب شوالیه صلیب آهنین روز ۱۵ اوت سال ۱۹۴۰ به زایدلیتس اعطا شد. لشکر او تا ماه دسامبر در فرانسه مستقر بود و سپس به هلند منتقل شد.
جبهه شرقی
لشکر دوازدهم پیاده‌نظام ماه مه سال ۱۹۴۱ در جهت آماده‌سازی برای تهاجم به شوروی، به لهستان منتقل شد. در پی آغاز عملیات بارباروسا در روز ۲۲ ژوئن، نیروهای زایدلیتس در همان روز نخست ۵۰ کیلومتر در عمق اراضی دشمن نفود کرد. او با عملکردی خوبی در محاصره قوای ارتش سرخ در ناحیه نیِفیِل و سپس در نبردهای شوار زمستانی در اطراف خولم مشارکت نمود. لشکر زایدلیتس نقش ویژه‌ای در جلوگیری از رخنه دشمن در بخش شمالی خط مقدم داشت.
زایدلیتس به قرارگاه زایدلیتس احضار شد و روز ۳۱ دسامبر سال ۱۹۴۱ به درجه سرلشکر ترفیع گرفت. همان روز هیتلر شخصاً برگ‌های بلوط را به نشان صلیب شوالیه او افزود. زایدلیتس روز بعد، به منظور دریافت جایگاهی بالاتر، در زمره افسران ذخیره قرار گرفت. البته در این مدت در قرارگاه فرماندهی عالی در حال فعالیت بود. زایدلیتس جزو هیئت منصفه دادگاه نظامی سرلشکر هانس فون اشپونک بود که به اتهام تمرد از دستور مافوق محاکمه می‌شد. زایدلیتس اقدام اشپونک در ماه دسامبر سال ۱۹۴۱ در عقب‌نشینی بدون مجوز را کاملاً موجه می‌دید. با این حال دادگاه او را مجرم شناخت و به مرگ محکوم کرد. زایدلیتس از این حکم به شدت برآشفته و سرخورده بود. به هر صورت با دخالت هیتلر، شاید مقداری تحت تأثیر زایدلیتس، حکم اشپونک در نهایت به ۶ سال حبس تقلیل یافت.
زایدلیتس به جبهه شرقی بازگشت و مأمور به نجات سپاه ۲ از محاصره دمیانسک شد. بدین منظور یگانی تحت عنوان «گروه فون زایدلیتس » متشکل از لشکرهای پنجم و هشتم یِیگر و سیصد و بیست و نهم پیاده‌نظام ایجاد گردید. زایدلیتس حمله برای شکستن محاصره را از روز ۲۱ مارس سال ۱۹۴۲ آغاز کرد. در مواجهه با مقاومت و ضدحملات شدید دشمن، نیروهای او در شرایط سخت زمستانی و نواحی با پوشش جنگلی متراکم، توانستند پیش بروند و خود را به حومه دمیانسک برسانند. یک راه ارتباطی ناپایدار با نیروهای درون محاصره روز ۲۱ آوریل برقرار شد. فیلدمارشال گئورگ فون کوشلر، فرمانده گروه ارتش شمال خواهان عقب‌کشیدن شش لشکر سپاه ۲ از برآمدگی دمیانسک و کوتاه کردن خط مقدم خود بود. او در همراهی با زایدلیتس اوایل ماه مه به قرارگاه پیشوا پرواز کرد تا مجوز این اقدام را کسب کند. با وجود این که ارتشبد فرانتس هالدر، رئیس ستاد کل نیروی زمینی هم با این نظر همراه بود، هیتلر این اجازه را به کوشلر نداد. پیشوا می‌خواست از این ناحیه به عنوان نقطه آغازی برای تهاجم آینده استفاده کند. زایدلیتس با ورود به بحث پوشش جنگلی و مردابی منطقه را نامناسب برای نیروهای زرهی در چنین تهاجمی دانست. این ادله هم در تغییر نظر هیتلر مؤثر واقع نیفتاد. سپهبد آلفرد یودل، رئیس بخش عملیات‌های فرماندهی عالی ورماخت، در مکالمه خصوصی پس از این دیدار با زایدلیتس نظرات او را تأیید کرد. تهاجم مورد نظر اجرایی نشد تا این که پس از فاجعه نبرد استالینگراد در ماه فوریه سال ۱۹۴۳، پس از مدت‌ها تحمل شرایط مشقت‌بار، سپاه ۲ از برآمدگی دمیانسک بیرون کشیده شد.
زایدلیتس روز ۸ مه سال ۱۹۴۲ به فرماندهی سپاه ۵۱ در قالب ارتش ششم فریدریش پائولوس منصوب شد. روز ۱ ژوئن به درجه سپهبد (ژنرال توپخانه) ترفیع گرفت. در مواجهه با تهاجم تابستانی ارتش سرخ، در نبرد دوم خارکوف به رزم پرداخت. در این نبرد در کنار سپاه ۱۷، برای چند روز جلوی پیشروی دشمن به سمت غرب را گرفت تا این که با ضد حمله نیروهای زرهی ارتشبد ایوالت فون کلایست به پشت سر آن‌ها مقدار زیادی از قوای شوروی در جنوب خارکوف به محاصره افتادند. با پاکسازی این ناحیه بیش از ۲۰۰٬۰۰۰ نفر به اسارت درآمدند.

#### استالینگراد
در قالب تهاجم تابستانه آلمان در سال ۱۹۴۲ موسوم به «مورد آبی» از روز ۲۸ ژوئن، ارتش ششم که سپاه ۵۱ زایدلیتس بخشی از آن بود، به عنوان سرنیزه گروه ارتش ب به سمت استالینگراد یورش برد. در اثر مشکلات تدارکاتی و به‌خصوص کمبود سوخت، حرکت به کندی پیش می‌رفت و گاهی کاملاً متوقف می‌شد. به هر صورت آلمانی‌ها روز ۲ سپتامبر به دفاع بیرونی استالینگراد رسیدند. پس از پنج روز توقف، حمله به شهر با جلوداری سپاه ۵۱ زایدلیتس آغاز شد. او به صورت کاملاً روشمندی پیش می‌رفت و ساختمان‌ها را یک‌به‌یک پاکسازی می‌کرد. نیروهای دشمن مقاومت سختی بر سر هر ساختمان صورت می‌دادند و مکرراً دست به ضدحملات موضعی می‌زدند. با این وجود زایدلیتس توانست در نهایت تا روز ۱۳ سپتامبر تپه مامایف در مرکز شهر را تصرف کند. از این زمان مقاومت شوروی شدت مضاعفی گرفت؛ به وجهی که نیروهای زایدلیتس ۵۰۰ متر باقی مانده تا رود ولگا را در عرض یک هفته طی کردند. در این حال نبرد بر سر استالینگراد هنوز تمام نشده بود.
زایدلیتس از تله‌ای که دشمن قصد داشت ارتش ششم را در آن بیندازد بود برده بود. او اوایل ماه نوامبر از پائولوس خواست دو لشکر زرهی دوازدهم و بیست‌وچهارم را از درگیری‌های خیابانی بیرون بکشد و با تقویتشان، از آن‌ها به عنوان نیروی ذخیره احتیاطی جهت مقابله با هر گونه رخنه احتمالی دشمن استفاده کند. به هر صورت پائولوس با این نظر مخالف کرد. بدین ترتیب ارتش سرخ از روز ۱۹ نوامبر تهاجمی علیه جناحین ارتش ششم که توسط نیروهای متحد محور محافظت می‌شد، آغاز کرد و توانست در عرض چند روز آن را با شمول سپاه ۵۱ زایدلیتس، به محاصره بیندازد. هیتلر فرمان به پایداری پائولوس در محل و اجتناب از هر گونه اقدام برای خروج از محاصره داد.
زایدلیتس همانند اغلب فرماندهان ارشد دیگر خواهان اقدام بلافاصله برای خروج بود اما پائولوس مطیعانه سر به فرمان هیتلر نهاد. احتمالاً به همین جهت و با توجه به سابقه تقابل پیشین بین این دو، پائولوس قرارگاه خود را به قسمت شمالی منطقه تحت محاصره در فاصله تنها چند ده متری از قرارگاه زایدلیتس منتقل کرد تا او را زیر نظر بگیرد. با این وجود زایدلیتس شب ۲۳/۲۴ نوامبر بیشتر نیروهای خود را از خط مقدم خارج کرد و به طرف جنوب فرستاد تا در صورت عملی شدن اقدام برای خروج از آن‌ها استفاده کند. شوروی از این موضوع مطلع شد و تهاجم قدرتمندی علیه بخش تضعیف‌شده خط مقدم اجرا کرد که تلفات سنگینی به لشکر نود و چهارم پیاده‌نظام وارد آورد. پائولوس به سرعت به قرارگاه زایدلیتس رفت و از او توضیح خواست. سرتیپ آرتور اشمیت، رئیس ستاد ارتش ششم، خواهان عزل زایدلیتس و محاکمه او در دادگاه نظامی به اتهام تمرد بود. با وجود پائولوس که نمی‌خواست ضربه دیگری به روحیه نیروهای خود بزند از این کار اجتناب کرد. از قضا وقتی هیتلر از این قضیه خبردار شد تصور کرد این پائولوس بوده‌است که قصد داشته‌است بدون مجوز برای شکستن محاصره تلاش کند. از این رو روز ۲۴ نوامبر مقرر کرد فرماندهی بخش شمالی منطقه تحت محاصره در اختیار زایدلیتس قرار بگیرد و او مستقل از ارتش ششم مستقیماً تحت امر فرماندهی عالی نیروی زمینی عمل کند. هنگامی که این فرمان به پائولوس رسید آن را به نزد زایدلیتس برد و با طعنه به او گفت: «حالا می‌توانی هرطور خواستی عمل بکنی و از محاصره خارج شوی!» زایدلیتس در پاسخ نیروی خود را ناکافی دانست و مجدداً از پائولوس خواست به ابتکار خود با کل ارتش ششم این کار را بکند که پائولوس دوباره آن را رد کرد. زایدلیتس روز ۲۷ نوامبر در گردهمایی فرماندهان سپاه‌های ارتش ششم در قرارگاه آن برای قانع کردن پائولوس بر خروج، فاش کرد دستور داده‌است تمامی تجهیزاتی که امکان حمل آن‌ها در راهپیمایی طولانی وجود ندارد، از بین بروند. او حتی اذعان داشت همه وسایل شخصی خود جز یونیفرم تنش را سوزانده‌است. دیگر حاضران او را از این بابت تأیید کردند. به هر حال این سخنان هیچ تأثیری بر پائولوس نداشت. زایدلیتس در ادامه دست به دامان ارتشبد ماکسیمیلیان فون وایخس، فرمانده گروه ارتش ب شد تا او دستور خروج را صادر کند. زایدلیتس با فرستادن پیامی «منفعل ماندن» در این شرایط را «جرم از منظر نظامی و از منظر مسئولیت در قبال مردم آلمان» خواند. ارتشبد وایخس هیچ پاسخی به این پیام نداد.
با رسیدن اوضاع به حد اعلای وخامت درون محاصره و تنگ‌تر شدن حلقه دشمن، زایدلیتس روز ۲۵ ژانویه سال ۱۹۴۳ از پائولوس خواست، بر مبنای درخواست شوروی، این بار بدون مجوز فرماندهی عالی خود را تسلیم دشمن کند. پس از آن که با مخالفت پائولوس مواجه شد، زایدلیتس با صدور فرمانی در سپاه خود، به فرماندهان هنگ‌ها و گردان‌ها اجازه داد تا در صورت لزوم و جهت جلوگیری از تلفات غیرضروری، طبق نظر خود تسلیم شوند. وقتی پائولوس روز بعد از این مسئله آگاه شد زایدلیتس را تحت امر سپهبد والتر هایتس، فرمانده سپاه ۸ قرار داد؛ هایتس دستور داد هر کس تلاشی برای تسلیم به دشمن بکند اعدام خواهد شد. قرارگاه فرماندهی دو سپاه ۸ و ۵۱ در یک پناهگاه مستقر شد تا زایدلیتس زیر نظر هایتس باشد و بی‌اجازه دست به کار نزند. به هر صورت در نهایت با انهدام منطقه در محاصره، مدت کوتاهی پیش از تسلیم فیلدمارشال پائولوس، نیروهای شوروی زایدلیتس، هایتس و پنج ژنرال دیگر را روز ۳۰ ژانویه در قرارگاه آن‌ها به اسارت گرفتند.

## در اسارت
زایدلیتس را به یک اردوگاه اسرا فرستادند. او مورد القائات کمونیستی قرار گرفت. این سخنان شاید به جهت تأثیری که صحنه‌های فاجعه‌آمیز استالینگراد بر روان زایدلیتس گذاشته بود، بر او اثر کرد و او را به این نتیجه رساند که هر کاری که موجب ساقط شدن رژیم هیتلر شود می‌بایست صورت داد؛ حتی اگر همکاری با شوروی باشد. او این همکاری را به صورت فعالانه از ماه سپتامبر سال ۱۹۴۳ آغاز کرد. زایدلیتس روز ۱۱ سپتامبر در همراهی با چند ژنرال دیگر که آن‌ها هم استالینگراد اسیر شده بودند، گروه موسوم به «جامعه افسران آلمانی» مرتبط به «کمیته ملی آلمان آزاد»، را در لونیوو در ۱۰۰ کیلومتری شمال شرقی مسکو، تشکیل داد. زایدلیتس نقش رهبر این گروه را داشت. شوروی داشت اثر تبلیغاتی کار این افراد سبب شود نیروهای آلمانی در موقعیت‌های محاصره زودتر تسلیم شوند. البته به سرعت مشخص شد تأثیری ندارند. ماه فوریه سال ۱۹۴۴ نامه‌ای از جانب زایدلیتس به سپهبد ویلهلم اشتمرمان، فرمانده نیروهای آلمانی در محاصره کورسون-چرکاسی ارسال شد که از او می‌خواست خود و نیروهایش را تسلیم کند. اشتمرمان پاسخی به آن نداد. شوروی کامیون، بلندگو و ادوات رادیویی در اختیار افراد زایدلیتس نهاد اما به نتیجه‌ای نرسید. تعدادی از سربازان آلمانی گریختند اما کسی خود را تسلیم نکرد. در نهایت حدود نیمی از مدافعان توانستند از محاصره خارج شوند و بیشتر مابقی کشته شدند. پس از چرکاسی شوروی پی به بی‌فایده بودن کارهای زایدلیتس و گروهش برد؛ به حال در موارد دیگری دوباره از آن‌ها استفاده شد.
زایدلیتس مورد تقبیح بیشتر ژنرال‌های آلمانی دیگر در اسارت شوروی، همچون پائولوس، بود. یک دادگاه نظامی در درسدن در آلمان روز ۲۶ آوریل سال ۱۹۴۴ او را به جرم خیانت به صورت غیابی به اعدام محکوم کرد. این حکم چند ماه بعد در میان عموم علنی شد.

## پس از جنگ
زایدلیتس پس از جنگ در چند زندان مختلف در شوروی نگهداری شد. در نهایت روز ۸ ژوئیه سال ۱۹۵۰ در یک دادگاه نظامی شوروی محاکمه و به اتهام پنج ردیف از جرائم که گفته می‌شد در دوره فرماندهی لشکر دوازدهم پیاده‌نظام مرتکب شده‌است، به مرگ محکوم گردید. این حکم بعداً به ۲۵ سال حبس تقلیل یافت و او را به روستوف-نا-دونو فرستاده شد. زایدلیتس آن‌جا شرایط بسیار سختی را گذراند. او در معرض شکنجه‌های روحی و جسمی مختلف از جمله حبس طولانی مدت انفرادی در اتاقکی با نور شبانه‌روزی زیاد بود. اجازه نداشت با خانواده خود در ارتباط باشد و هیچ اطلاعی از سرنوشت آن‌ها کسب نمی‌کرد. این شرایط در نهایت او را ماه نوامبر سال ۱۹۵۴ دچار گسستگی عصبی کرد. زان پس او به زندان بوتیرسکایا در نزدیکی مسکو بردند که شرایط نسبتاً بهتری داشت.
در نهایت پس از مذاکرات کنراد آدناوئر، صدراعظم آلمان غربی برای رهایی مابقی آلمانی‌ها، زایدلیتس روز ۴ اکتبر سال ۱۹۵۵ آزاد شد و به آلمان بازگشت. هیچ‌یک آلمانی‌ها و حتی دوستان نزدیک سابقش استقبالی از او نکردند. زایدلیتس که این تقدیر را پذیرفته بود دوران بازنشستگی خود را نسبتاً بی‌سروصدا در برمن گذراند. والتر فون زایدلیتس در نهایت روز ۲۸ آوریل سال ۱۹۷۸ درگذشت.

## زندگی شخصی
والتر سومین پسر پدر خود بود. او ۹ برادر و خواهر داشت. در جریان جنگ جهانی اول، هاینریش، بزرگ‌ترین برادر خود را سال ۱۹۱۴ و دیگر برادرش ولفگانگ را ماه ژوئیه سال ۱۹۱۶ در نبرد سم، از دست داد. والتر روز ۳ ژانویه سال ۱۹۲۲ با اینگبورک بارت ازدواج کرد. حاصل این ازدواج چهار دختر بود. در دوران اسارت و همکاری زایدلیتس با شوروی، از اینگبورک، همسر او، خواسته شد برای در امان ماندن از آثار جرائم زایدلیتس، از او طلاق بگیرد. اینگبورگ به سرعت فرایند طلاق را آغاز کرد. حکم نهایی طلاق روز ۲۰ ژوئیه سال ۱۹۴۴، دقیقاً مصادف با کودتای ۲۰ ژوئیه، جاری گشت. با این وجود همسر سابق زایدلیتس روز ۳ اوت به ظن ارتباط با کودتا، توسط گشتاپو دستگیر و به زندانی در برمن منتقل گردید. دو دختر بزرگ‌تر او دو روز بعد بازداشت شدند. دو دختر کوچک‌تر را با نام خانوادگی مادرشان، به محل نگهداری کودکان در بات زاکسا بردند. این افراد با کمک‌های آلبرت اشپیر، وزیر دولت، بر مبنای حکم طلاق، تا پایان سال آزاد شدند اما اجازه بازگشت به خانه نداشتند.